# Schär
Schär är en tillverkare av glutenfria produkter med huvudkontor i Burgstall i Sydtyrolen i Italien. Bolaget är skapat utifrån det projekt som läkaren Dr. A. Schär och industrimannen Untertrifaller startade 1922. Bolaget arbetade då med livsmedel för sund näring, i början med fokus på näringsriktig mat för småbarn. För småbarn med mag-tarm-problem utvecklades de första glutenfria produkterna.
Det moderna Schär skapades från 1981 av Ulrich Ladurner från Meran. Han hade 1977 börjat intressera sig  1981 skapades det första fullständiga produktsortimentet av glutenfria produkter. Bolaget har de senaste decennierna etablerat sig en av de marknadsledande företagen inom glutenfria livsmedel.